# Sergio Gentili
Sergio Gentili (Roma, 16 maggio 1953) è un politico italiano.

## Biografia
Nato a Roma nel 1953, deputato per il Partito Democratico-L'Ulivo nella XV legislatura, durante la quale è stato componente della commissione Ambiente. Ambientalista, è impegnato per il rinnovamento ecologista della cultura politica. Sposato, ha due figlie. Laureato in “Scienze Politiche”, ha fatto parte della direzione dell'Istituto di studi comunisti "Palmiro Togliatti" (Frattocchie) e della Direzione nazionale dei PDS/DS. Fondatore e Portavoce dell'associazione “Sinistra Ecologista”, è stato deputato dell'Ulivo nella XV legislatura e ha partecipato ai lavori della commissione nazionale del PD per la stesura del “Manifesto dei valori”. Tra i fondatori dell'associazione “Ecologisti Democratici”. Ha lasciato il PD nel 2015 non ritenendolo più un partito di sinistra.

### Elezione a deputato
Alle elezioni politiche del 2006 viene eletto deputato della XV legislatura della Repubblica Italiana nella circoscrizione XI Emilia Romagna per L'Ulivo.
Nell'ottobre 2013 pubblica Dal Pd al Partito democratico. Un'identità di sinistra edito da Bordeaux Edizioni, prefazione di Stefano Fassina.
Nell'estate 2014, in occasione dei cinquant'anni dalla morte di Togliatti, pubblica, insieme ad Aldo Pirone, Togliatti e la democrazia. Scritti scelti, edito da Bordeaux, con la stessa casa editrice ha pubblicato "questo è un fatto e i fatti sono ostinati, Lenin e l'Ottobre '17, una lettura politica".

## Opere
- curatore La riconversione ecologica. FrancoAngeli, 1991.
- Ecologia e Sinistra. Un incontro difficile. Editori Riuniti, 2002.
- La buona politica. Il Pci, la liberazione e la rivoluzione democratica. Datanews, 2012.
- Dal Pd al Partito democratico. Un'identità di sinistra. Bordeaux, 2013.
- Togliatti e la democrazia. Scritti scelti. Bordeaux, 2014.
- "Questo è un fatto e i fatti sono ostinati". Lenin e l'Ottobre 1917. Una lettura politica. Bordeaux, 2017.
- Rivoluzione ecosocialista. Editori Riuniti, 2018.
- con Aldo Pirone, Roma '43-44. L'alba della Resistenza. Bordeaux, 2019.
- curatore “Accorciare le distanze. La lezione di Petroselli”. Bordeaux, 2019, presente con un saggio “Petroselli e la rivoluzione delle Giunte di sinistra”.
- Il Partito Comunista Italiano. Storia di rivoluzionari, 1921- 1945 . Bordeaux, 2021.